# Wonnoborowik kruchy

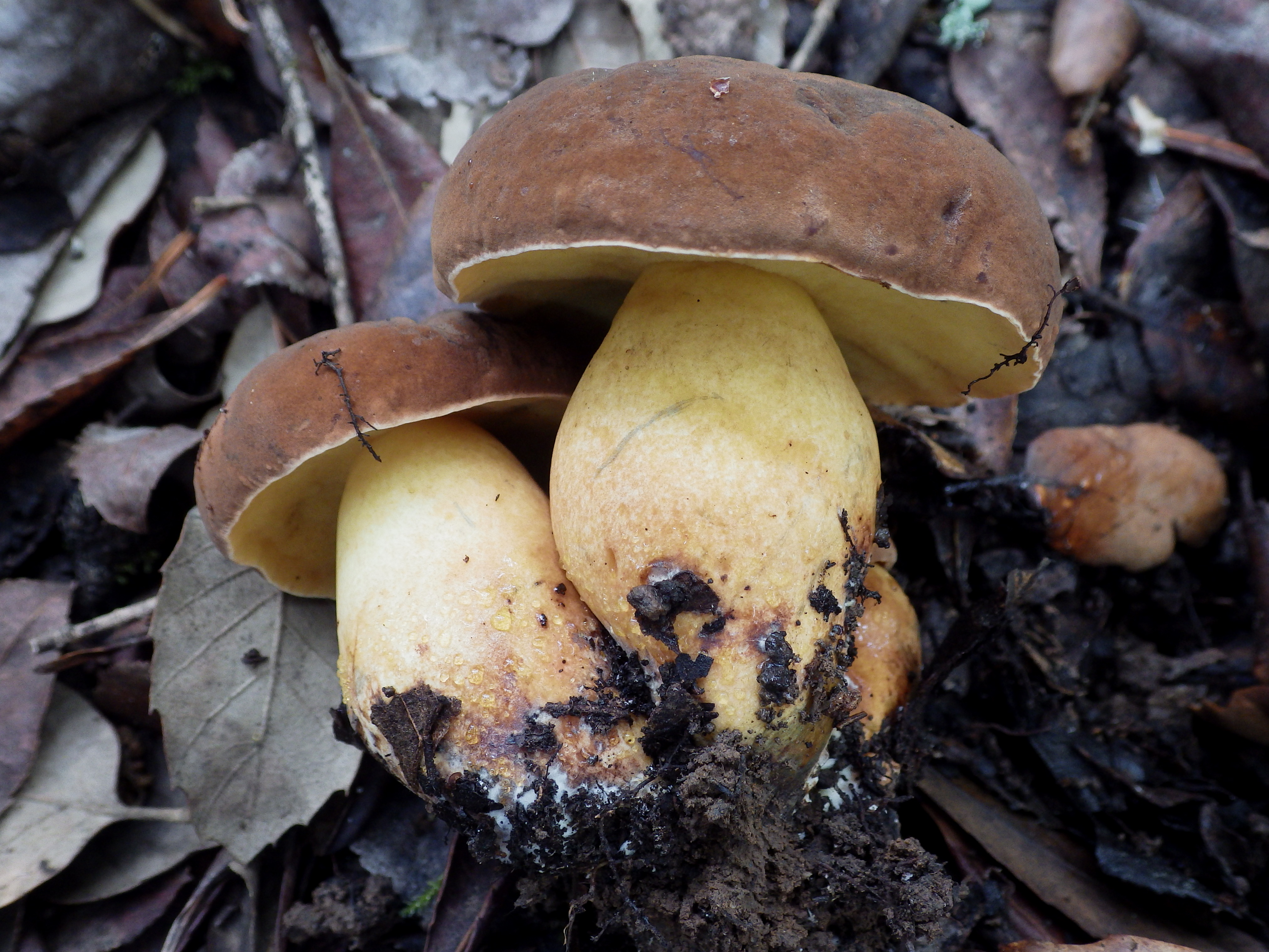
Pokrój ogólny

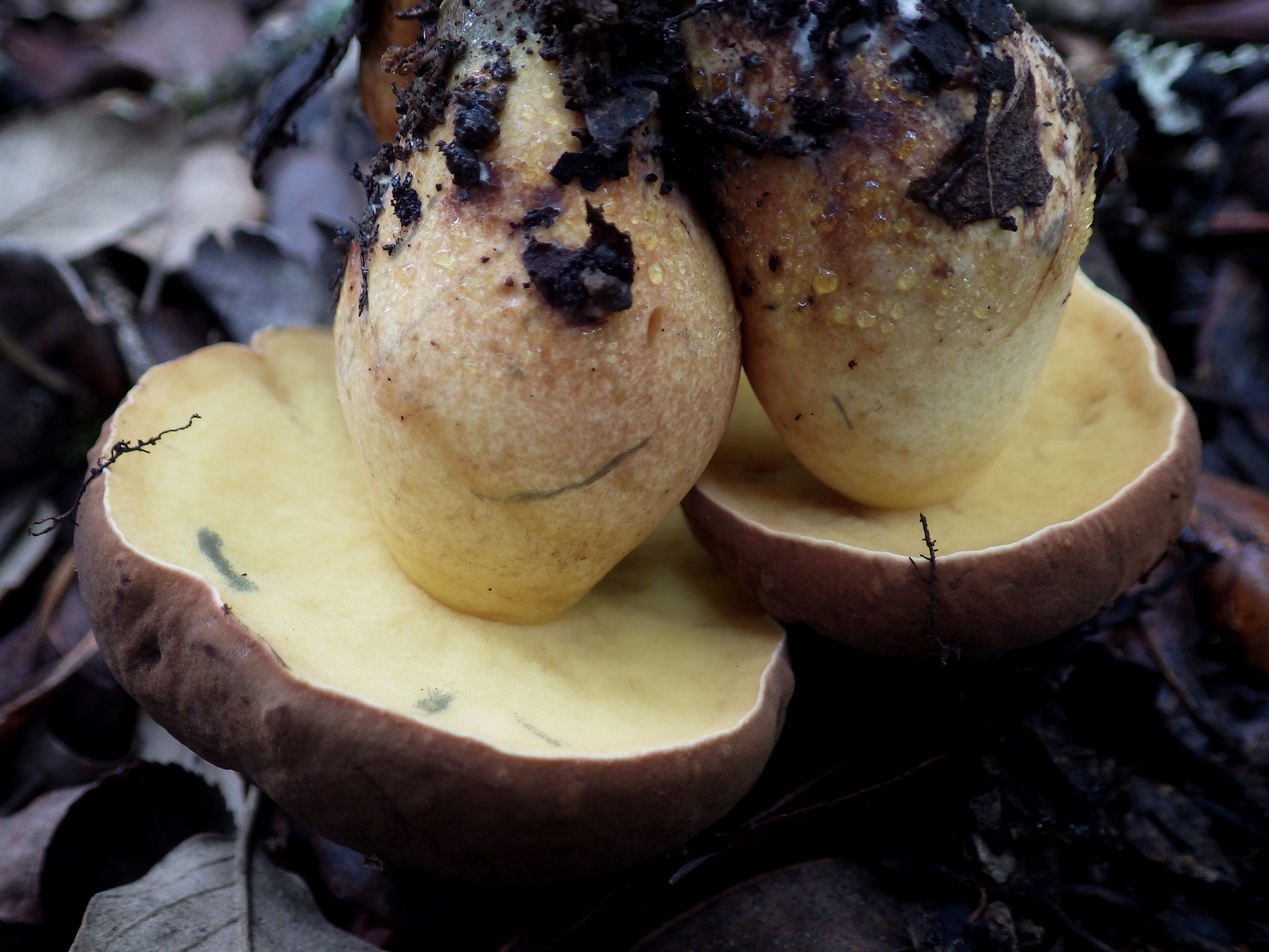
Hymenofor młodych owocników.

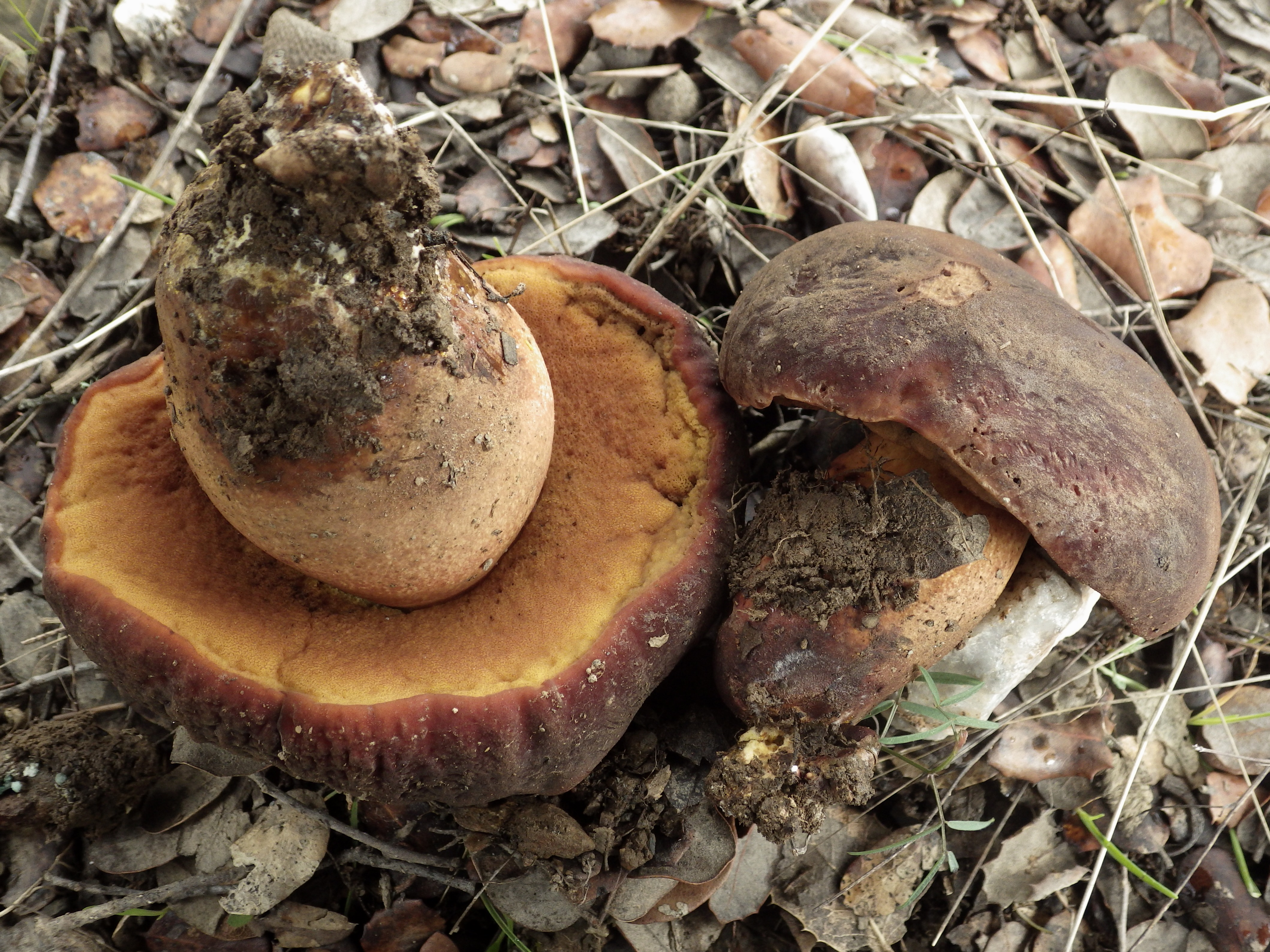
Hymenofor starszych owocników

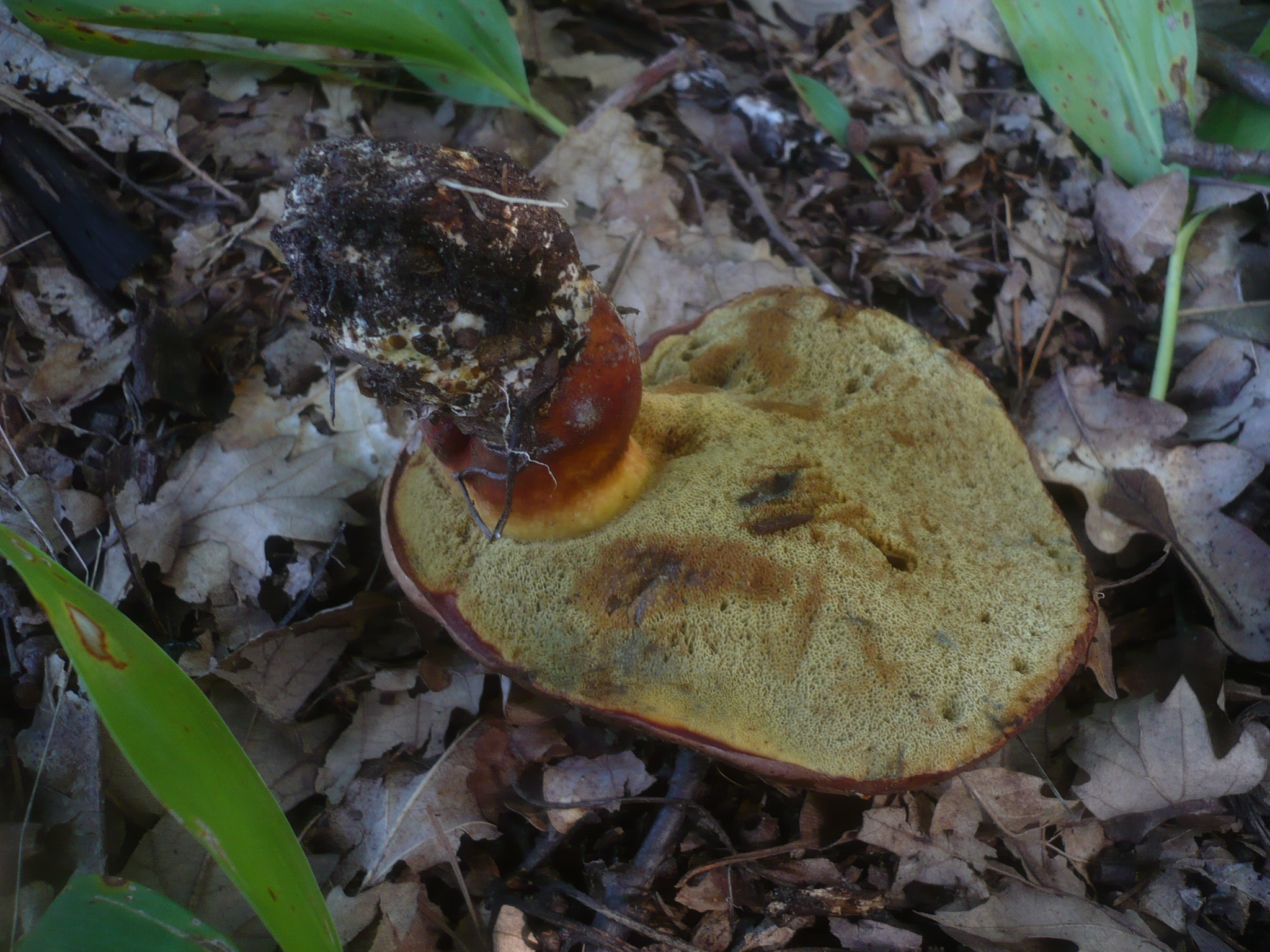
Owocnik z czerwonawobrązowym zabarwieniem trzonu.

Wonnoborowik kruchy, borowik kruchy (Lanmaoa fragrans (Vittad.) Vizzini, Gelardi & Simonini) – gatunek grzybów z rodziny borowikowatych (Boletaceae).

## Systematyka i nazewnictwo
Pozycja w klasyfikacji według Index Fungorum: Lanmaoa, Boletaceae, Boletales, Agaricomycetidae, Agaricomycetes, Agaricomycotina, Basidiomycota, Fungi.
Po raz pierwszy takson zbadał i opisał jako Boletus fragrans Carlo Vittadini w 1835 roku. W 2015 roku A. Vizzini, M. Gelardi i G. Simonini, po analizie wyników przeprowadzonych przez nich badań filogenetycznych, przenieśli takson do rodzaju Lanmaoa, nadając obecną, uznaną przez Index Fungorum nazwę naukową Lanmaoa fragrans.
Synonimy nazwy naukowej:
- Boletus fragrans Vittad. 1835
- Leccinum fragrans (Vittad.) Šutara 1989
- Suillus fragrans (Vittad.) Kuntze 1898
- Tubiporus fragrans (Vittad.) Ricken 1918
- Versipellis fragrans (Vittad.) Quél. 1886[2].

Nazwę borowik kruchy podała Alina Skirgiełło w 1960 r. Po przeniesieniu taksonu do rodzaju Lanmaoa, nazwa ta jednak stała się niespójna z nazwa naukową.
W Checklist of Polish larger Basidiomycetes (Krytyczna lista wielkoowocnikowych grzybów podstawkowych Polski) prof. Władysław Wojewoda łączy tzw. borowika płowego (Hemileccinum impolitum) razem z tzw. borowikiem kruchym (Lanmaoa fragrans) do jednego taksonu – borowik kruchy (Boletus suspectus = synonim Boletus fragrans). Zgodnie z rekomendacją Komisji ds. Polskiego Nazewnictwa Grzybów Polskiego Towarzystwa Mykologicznego tzw. borowików płowego i kruchego nie należy utożsamiać, a wobec tego pierwszego używać nazwy płowiec jodoformowy, podczas gdy wobec drugiego wonnoborowik kruchy.

## Morfologia
Kapelusz
Średnicy 6-15 (25) cm, początkowo półkulisty, często z nieregularnie falistym brzegiem, później wypukły, następnie poduszkowaty, aż do spłaszczonego u dojrzałych okazów. Skórka kapelusza jest delikatnie zamszowa, matowa i sucha. Koloru od czekoladowobrązowego do ciemnobrązowego. Otarta początkowo niebieszczeje, a potem brązowieje.
Rurki
Długości 8–15 mm do nawet 20 mm u dojrzałych owocników, przy trzonie zatokowato wycięte. Barwy bladożółtej u młodych owocników, następnie żółtocytrynowej, a u starszych owocników brudnożółtej do żółtoochrowej. Pory rurek małe, tej samej barwy co rurki. Ugniecione początkowo delikatnie niebieszczeją a później nabierają barwy brązowej.
Trzon
O wysokości 6–13 cm i szerokości 2,5–6 cm szerokości, brzuchaty za młodu, potem maczugowaty do cylindrycznego, lekko rozszerzający się pod samym kapeluszem. Prawie zawsze posiada wydłużoną, klinowatą nasadę, przypominającą jakby „korzeń”. Powierzchnia trzonu jest gładka, żółta, żółtoochrowa do ochrowobrązowawej, przeważnie w dolnej połowie trzonu gęsto czerwonawo nakrapiana. Otarcia i uszkodzenia zmieniają kolor na jasnoniebieski. Grzybnia przy podstawie trzonu jest białawożółta do żółtej.
Miąższ
Barwy białawej do żółtawej, w kapeluszu lekko czerwonawobrązowy. Przecięty owocnik robi się jasnoniebieski, najmocniej nad rurkami i w podstawie trzonu. U starszych owocników barwa miąższu w trzonie jest niezmienna. Zapach przyjemny, słodko-owocowy. Smak łagodny lub lekko kwaskowaty.
Zarodniki
Gładkie, oliwkowobrązowe, bez pory rostkowej, o wymiarach 10–16 × 4–4,5 μm.

## Występowanie i siedlisko
Występuje głównie krajach śródziemnomorskich. Jest znany z Francji, Portugalii, Hiszpanii, Włoch, Chorwacji, Czarnogóry, Grecji, Macedonii, Słowenii i Izraela. Stwierdzono jego występowanie również w Austrii i na Węgrzech, a południowy zasięg obejmuje Maroko w Afryce. Jest również udokumentowany na wielu wyspach Morza Śródziemnego, takich jak Sycylia, Korsyka, Kordoba, Majorka.
Zgłoszenia z Czech i Słowacji w niektórych publikacjach oparte są na błędnych ustaleniach. W Polsce nie występuje, a doniesienia wynikają z błędnego łączenia tego gatunku w przeszłości z tzw. borowikiem płowym, czyli płowcem jodoformowym (Hemileccinum impolitum).
Występuje w rzadkich drzewostanach liściastych, najczęściej pod dębami: korkowym (Quercus suber), omszonym (Quercus pubescens), burgundzkim (Quercus cerris), bezszypułkowym (Quercus petraea) i ostrolistnym (Quercus ilex), rzadko pod innymi drzewami liściastymi. Przeważnie rośnie w grupach, często w kępach.